# Discografia di Fiordaliso
Questa voce elenca l'intera discografia italiana e al di fuori dall'Italia di Fiordaliso dal 1981 ad oggi. I dischi di Fiordaliso sono stati pubblicati in Germania, Francia, Spagna, Argentina e Messico, e consistono per il mercato italiano, in 16 album, di cui 3 album live, 36 singoli, 3 EP e 10 raccolte.
Per il mercato estero l'artista ha pubblicato 9 album e 14 singoli per i paesi in lingua iberica, e due singoli per la Germania e la Francia.

## Album in studio
- 1983 - Fiordaliso (Durium)
- 1984 - Non voglio mica la luna (Durium, ristampa del precedente con l'aggiunta del brano omonimo)
- 1984 - Li-be-llu-la (Durium, Q Disc, serie Discoquattro)
- 1985 - A ciascuno la sua donna (Durium)
- 1987 - Fiordaliso (Durium)
- 1990 - La vita si balla (EMI)
- 1991 - Il portico di Dio (EMI)
- 1992 - Io ci sarò (EMI)
- 1998 - Sei bellissima (NAR International, album di cover (versione italiana di Como te amaré del 1997)
- 2002 - Sei bellissima (NAR International, ristampa del precedente con diverso ordine delle tracce)
- 2004 - Come si fa (NAR International, nuova ristampa di Sei bellissima più due inediti all'inizio, a cui seguono le altre tracce, nell'ordine del 1998)
- 2011 - Sponsorizzata (NAR International, album con 9 inediti + DVD del concerto tenutosi a Roma al Teatro Ambra Jovinelli il 24 settembre 2011 + CD live del medesimo concerto)
- 2015 - Frikandò (Fiordaliso)

## Raccolte
- 1986 - Applausi a....Fiordaliso (Durium)
- 1989 - Io... Fiordaliso (EMI album (con Per noi e due inediti)
- 1994 - E adesso voglio la luna - I grandi successi (Italfono/Sony Music, album (con due inediti e nove remix)
- 1995 - Fiordaliso - Il meglio - Volume 1 (D.V. More Records)
- 1995 - Fiordaliso - Il meglio - Volume 2 (D.V. More Records)
- 1995 - Fiordaliso - Il meglio - Volume 3 (D.V. More Records)
- 1995 - I grandi successi (BMG)
- 1998 - I grandi successi di Fiordaliso (BMG)
- 2002 - Fiordaliso - I grandi successi (BMG Ricordi del periodo 1982-1987 con la Durium + sigla TV «Domenica in '93»)
- 2002 - Risolutamente decisa (QAZIM/Columbia/Sony Music, album (con tre inediti e nove remix)
- 2004 - Made in Italy (EMI del periodo 1990-1992 con la EMI)

## Album dal vivo
- 1985 - Dal vivo per il mondo (Durium, ms AI 77455)
- 1986 - Dal vivo per il mondo (Durium, ristampa del precedente con l'aggiunta di Fatti miei e l'omissione di You know my way)
- 2011 - Sponsorizzata (album inedito + album live + dvd live)
- 2013 - Fiordaliso Live (Sonomusica edizioni, album live contenente l'inedito Niente più di te con Omar Codazzi)

## Singoli
- 1982 - Una sporca poesia/Il canto del cigno (Durium, Ld AI 8132)
- 1982 - Maschera/Il mago non c'è  (Durium, Ld Al 8150)
- 1983 - Oramai/Il mago non c'è  (Durium, Ld Al 8161)
- 1984 - Non voglio mica la luna/Un tipo  (Durium, Ld AI 8178)
- 1984 - È Bello Dire Che Ti Amo/Parliamo (Durium, Ld Al 8190) (Enzo Malepasso Feat. Fiordaliso)
- 1984 - Li-be-llu-la/Terzinato  (Durium, Ld AI 8184)
- 1985 - Il mio angelo/La nave bianca  (Durium, Ld Al 8191)
- 1986 - La vita è molto di più/Quando penso a te (con Pupo)  (Baby Records, BR 50359)
- 1986 - Fatti miei/Un'altra storia d'amore  (Durium, Ld AI 8212)
- 1987 - Il canto dell'estate/Volando sognando (Durium, Ld AI 8222)
- 1988 - Per noi/Per noi (strumentale)  (EMI Italiana, 06 2024337) (ITA #17)
- 1989 - Se non avessi te/Ora che ci sei  (EMI Italiana, 06 2032877) (ITA #11)
- 1990 - Cosa ti farei/Dietro lo specchio  (EMI Italiana, 06 1188447) (ITA #10)
- 1991 - Il mare più grande che c'è (I love you man)/Che ora è  (EMI Italiana, 14 1188496) (ITA #7)
- 1991 - Saprai/Il fiore bagnato  (EMI Italiana, 06 1188557)
- 1991 - Saprai/Il portico di Dio/Saprai (instrumental)  (EMI, 1188672)
- 1991 - Il mare più grande che c'è (I love you man) (Edit version)/Che ora è/Il mare più grande che c'è (I love you man) (Sampled version)/Il mare più grande che c'è (I love you man) (Paradise version)  (EMI, 1188612 - Maxi Single)
- 1992 - Dimmelo tu perché/Fantasma  (EMI Italiana, 14 8710036)
- 1992 - Sposa di rosa (edit)/Il portico di Dio/E tu che guardi me  (EMI, 1C 560-87 1001 2)
- 1992 - Dimmelo tu perché/Fantasma/Io ci sarò  (EMI, 7243 8 71007 2 5)
- 1996 - Disordine mentale/Donne sole in città/Donne sole in città (radio version)  (Nar 04429 - 0296 - 2)
- 1998 - Come si fa/Ahi, ahi, ahi Nar International
- 1999 - Linda Linda (Arabian Song)
- 2002 - Accidenti a te (Columbia, Sony)
- 2002 - Dal prossimo amore/Dal prossimo amore (strumentale) (Columbia, Sony)
- 2003 - Estate '83/Estate '83'' (dance mix)
- 2007 - Io muoio/Yo me muero  (Azzurra Music, Tris 1122) (con Gianni Fiorellino)
- 2008 - M'amo non m'amo
- 2009 - Canto del sole inesauribile (CD singolo e digital download)
- 2011 - Come si fa/Ahi ahi ahi/Medley (NAR International)
- 2011 - Oltre la notte
- 2012 - Niente più di te (con Omar Codazzi)
- 2013 - Storia d'amore (Polisynth remix 2013)
- 2013 - Special care - Fiordaliso She Wolf
- 2015 - La Lupa
- 2015 - Male
- 2015 - Eclissi totale (con Kaspar Capparoni)
- 2015 - A casa per Natale (con Aurora Codazzi)
- 2016 - Nel molo di San Blas
- 2017 - Senza una lacrima
- 2018 - Saprai (con Marco Rancati)
- 2019 - Oramai (Acoustic 2019)
- 2019 - Il mare più grande che c'è (I love you man) (Acoustic 2019)
- 2021 - Indimenticabile (con Serena De Bari)
- 2022 - Fragole e champagne

### Collaborazioni con altri artisti e compilation
- 1981 - Festival di Castrocaro 1981 (compilation dei brani in gara al Festival di Castrocaro 1981, che Fiordaliso vince con il brano Scappa via)
- 1984 - È bello dire che ti amo (Durium, duetto con Enzo Malepasso)
- 1985 - Cantando per la mamma (Durium, compilation di beneficenza)
- 1986 - La vita è molto di più / Quando penso a te, (duetto con Pupo)  (BabyRecords)
- 1993 - Viaggiando (duetto con Francesca Alotta nell'album Io e Te di Francesca Alotta)
- 2002 - Pescatore (duetto con Pierangelo Bertoli nell'album 301 Guerre fa di Pierangelo Bertoli)
- 2003 - Le parole che non ti ho detto mai (duetto con Nilla Pizzi nell'album Insieme si canta meglio di Nilla Pizzi)
- 2003 - One Shot 80 Volume 15  (Universal, compilation dance)
- 2004 - Music Farm Compilation  (Rai/NAR International, colonna sonora del reality show Music Farm, con due brani di Fiordaliso)
- 2006 - Piazza Grande  (Rai/EDEL, colonna sonora del programma TV Piazza Grande, con tredici brani di Fiordaliso)
- 2007 - Io muoio / Yo me muero (duetto con Gianni Fiorellino)
- 2009 - Amiche per l'Abruzzo (Album) (compilation dei brani presenti al mega concerto Amiche per l'Abruzzo, dove Fiordaliso duetta con Annalisa Minetti cantando Non voglio mica la luna)
- 2012 - Niente più di te (duetto con Omar Codazzi)
- 2015 - Eclissi Totale (duetto con Kaspar Capparoni)
- 2015 - A casa per natale (duetto con Aurora Codazzi)

## Discografia fuori dall'Italia

### Album
- 1984 - Yo no te pido la luna (Durium, album in italiano e in spagnolo, Spagna e America Latina)
- 1985 - Fiordaliso (Durium, album in spagnolo, Messico)
- 1986 - Fiordaliso canta en español (album/raccolta in spagnolo, Spagna e Sudamerica)
- 1986 - Otra historia de amor (album/raccolta in spagnolo, Spagna e Sudamerica)
- 1987 - Fiordaliso (Durium, album in spagnolo, Usa)
- 1991 - Il portico di Dio (EMI, album in italiano e in spagnolo, Spagna e Sudamerica)
- 1997 - Como te amaré (Divucsa/Musart, album di cover/raccolta di successi, in spagnolo, Spagna / Messico - versione spagnola di Sei bellissima, 1998/2002)

### Singoli
- 1984 - Yo no te pido la luna (Durium)
- 1985 - Angel mio (Durium)
- 1985 - La nave bianca (Durium)
- 1985 - Sola no, yo no sé estar (Durium)
- 1985 - Oltre il cielo (Durium)
- 1985 - Vive (Durium)
- 1985 - Musica en el aire (Durium)
- 1986 - Desde hoy (Durium)
- 1986 - Otra historia de amor (Durium)
- 1986 - Siento (Durium)
- 1991 - I love you man (Il mare più grande che c'è) (EMI
- 1991 - Che ora è (EMI
- 1991 - E tu che guardi me (EMI, maxi singolo)
- 1991 - El mar más grande que hay (EMI)
- 1991 - Sabrás (con Riccardo Fogli) (EMI)
- 1991 - Sposa di rosa (EMI Paesi Bassi)
- 1991 - Il portico di Dio (EMI Paesi Bassi)
- 1991 - E tu che guardi me (EMI Paesi Bassi)
- 1997 - Como te amaré (EMI)
- 1997 - Sabrás (EMI)
- 1997 - Y mi banda toca el rock (EMI)
- 2008 - M'amo non m'amo (spanish version)